# Passo di Cerventosa
Il passo di Cerventosa è un valico stradale della strada provinciale Umbro-Cortonese che mette in comunicazione il comprensorio di Cortona con l'alta valle del Tevere, attraverso la catena di rilievi che divide la Valdichiana con quest'ultima.